# Kupala (fête)

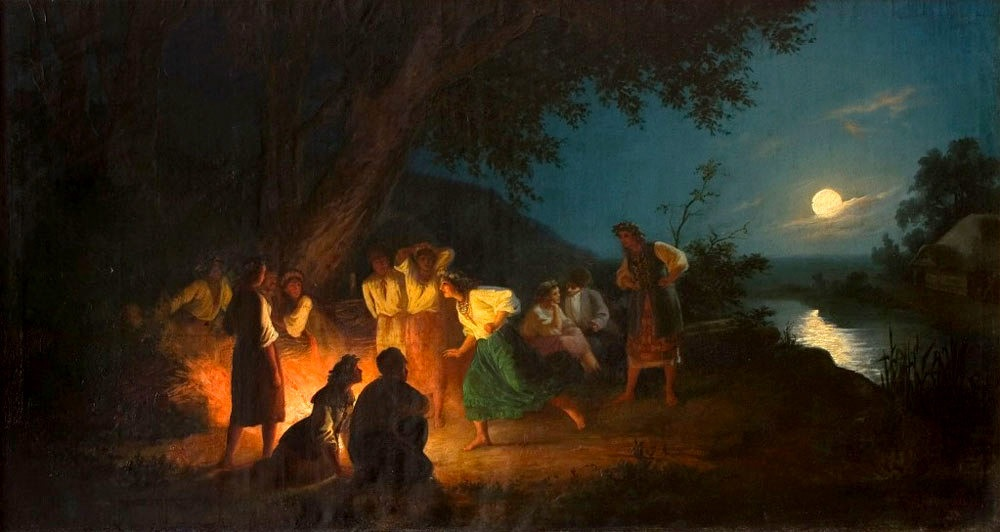
La nuit d'Ivan KupalaHenryk Siemiradzki (1892)

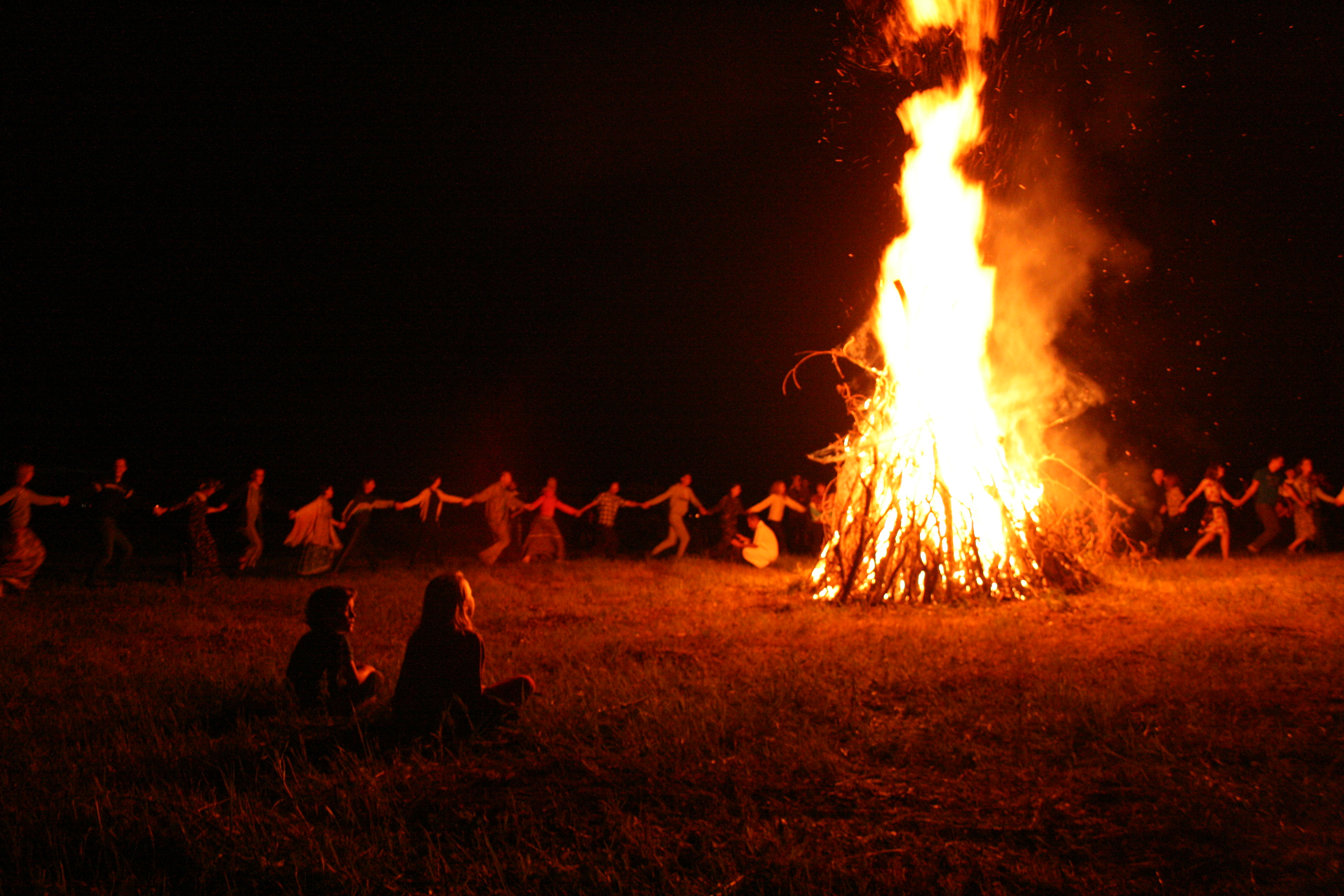
Kupala : un feu

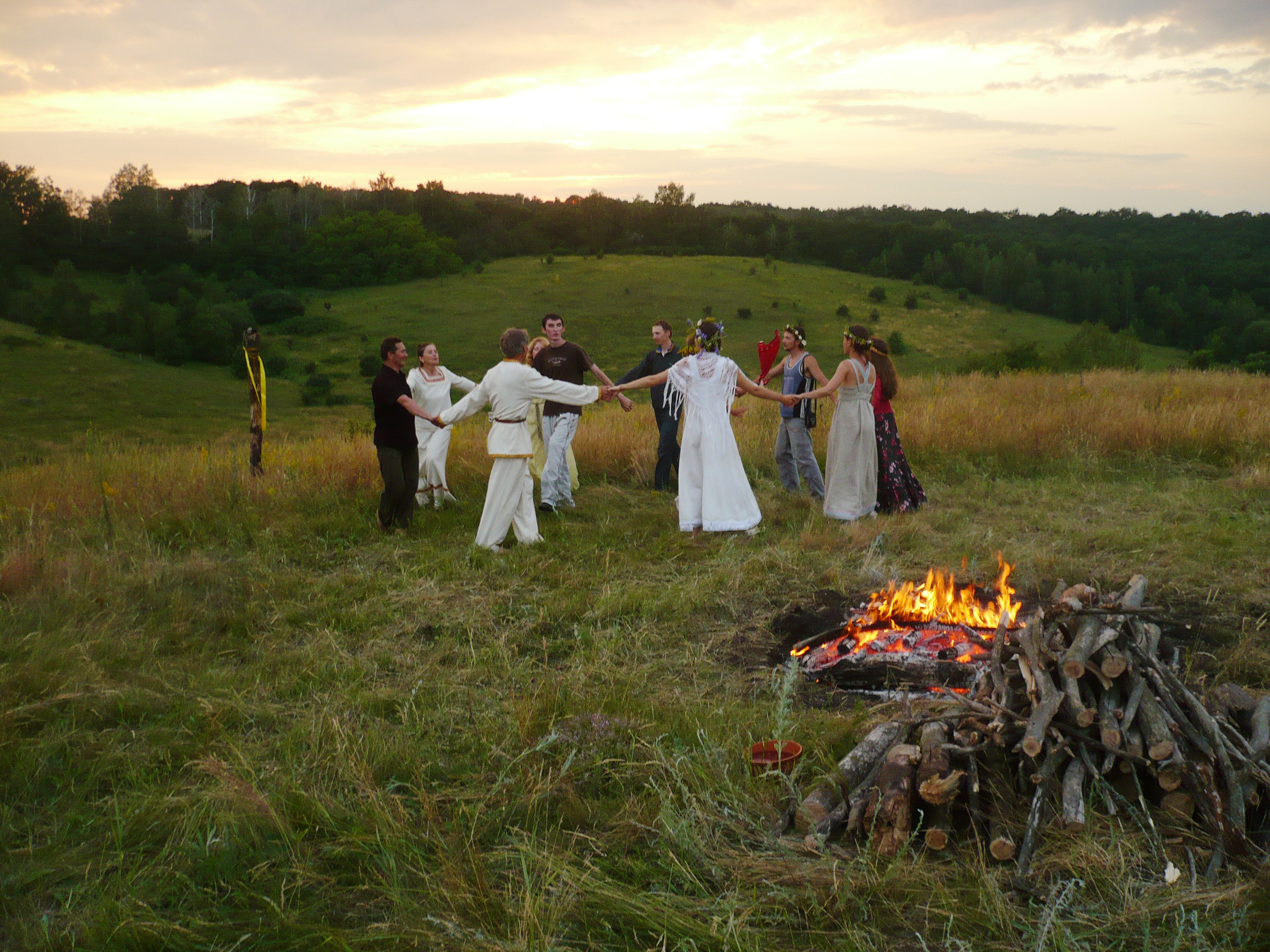
Jeux dans l'oblast de Belgorod, 2011

La nuit de Kupala (en ukrainien : Купала, pron. Koupala) est une célébration traditionnelle des peuples slaves célébrée aux environs du solstice d'été (entre le 20 et le 24 juin du calendrier grégorien, le solstice tombant généralement le 21 juin). Son équivalent en Lituanie est Kupolines (ou Rasa), en Lettonie, Ligo et en Suède MidSommar (avec érection du Majstång, l'arbre de mai). Sa fixation est depuis la christianisation des peuples concernés influencée par la fête de la Saint-Jean.

## Étymologie
Le mot « Kupala » proviendrait de la racine indo-européenne « kup », qui signifie « faire bouillir » ou « luxure », et d'où est également issu le mot latin « cupido » (désir), qui a donné son nom au dieu de l'amour Cupidon.
Une autre étymologie possible de « Kupala » serait liée à un mot slave signifiant « baignade » (se baigner : koupatysia (купатися) en ukrainien moderne).

## Éléments généraux
Dans les langues des pays concernés elle se nomme aussi parfois Ivan Kupala : en russe : Иван-Купала, en biélorusse : Купалле, en ukrainien : Іван Купала et en polonais : Noc Kupały. En Pologne, elle s'appelle aussi Sobótka.
Cette fête célèbre le feu, l'eau, le Soleil et la Lune, la récolte, la fertilité, la joie et l'amour. Son origine est liée au culte de Kupala. Elle est largement célébrée dans les zones habitées par des peuples slaves (Biélorussie, Pologne (notamment Mazovie et Podlachie), Russie, Ukraine) mais aussi de manière analogue dans les pays et régions habitées par les peuples baltes, celtiques, finno-ougriens et germaniques. 
En Finlande (Juhannus) et en Estonie (Jaanipäev), cette fête est l'une des plus importantes du calendrier. Dans ce dernier pays, ainsi qu'en Lituanie, le jour de la fête est un jour de congé légal.
Fête des amoureux, elle est parfois comparée à la Saint-Valentin.
En anglais et en allemand on emploie respectivement les expressions de Midsummer et de Mittsommerfest.

### En Pologne
La tradition de Kupała (Sobótki) consistait à brûler des feux à la tombée du jour et à se baigner au coucher du soleil dans des étendues d'eau, de chanter et danser jusqu'à minuit autour d'un poteau.
À minuit, sous prétexte de chercher des fleurs de fougère, les hommes et femmes célibataires couraient dans la forêt : les femmes partaient les premières en chantant, une couronne de fleurs sur la tête (en polonais : wianek), symbolisant leur état de célibat. Les hommes leur emboitaient ensuite le pas.
Celui qui trouvait la « fleur de fougère » voyait alors tous ses vœux satisfaits. Cependant, jusqu'à présent, personne n'en a trouvé, mais ils vivaient heureux ensemble. L'homme chanceux revenait alors avec un anneau de fleurs sur la tête, accompagné de sa promise.
Le poète polonais Jan Kochanowski, qui participa à certaines de ces festivités, donne une description de la nuit dans son Pieśń o Sobótce.
Les jeunes filles toutes de blanc vêtues faisaient flotter leurs fleurs (avec les bougies) sur les rivières, le signe que quelqu'un pourrait découvrir et revenir l'année suivante vers elle échanger leurs fleurs séchées afin de fleurir leurs couronnes de fleurs. 
Le poteau autour duquel se dansaient toutes les danses est un symbole d'arbre de vie et kupala ou anciennement ką pala ou maintenant "ku palu" signifiant en direction du poteau. Le bain dans l'eau est kąpiel. La façon de chanter sans accompagnement est a cappella. La tradition de la kupala pourrait avoir une origine ancienne. La relation de Jan Kochanowski avec la chanson folklorique surligne quelques fois : 
Tak to matki nam podały, | Nos mères nous l'ont donné 
Samy także z drugich miały | Elles l'ont aussi hérité de leurs mères
A teraz ten wieczór sławny | Mais maintenant voilà dans un soir glorieux
Święćmy jako zwyczaj dawny| Laisse-nous célébrer une antique coutume
Dans d'autres vers, le vieux personnage de cette fête est décrit. Et la tradition, particulièrement l'arrosage des anneaux de fleurs, perdure jusqu'à aujourd'hui, les plus jeunes gardant le meilleur de cette tradition.